# Martin Karith
Martin Karith, auch (von) Carith, Caritte, Charitius oder Karethe (* in Kolberg; † 26. November 1521 in Stettin) war ein römisch-katholischer Theologe und Anfang des 16. Jahrhunderts Bischof von Cammin.

## Leben
Martin Karith entstammte einem Kolberger Patriziergeschlecht, das vorrangig mit Salz wirtschaftete. Sein Vater war Stadtkämmerer in Kolberg. Er studierte ab 1465 an der Universität Rostock und ab 1473 an der Universität Greifswald. 1481 war er Archidiakon in Arnswalde. Ab 1483 war er Lehrer („lector ordinarius in antiquis juribus“) an der Greifswalder Universität. Dort wurde er am 3. September 1487 Doktor für Kanonisches Recht und einen Monat später Rektor der Universität. Am 7. Februar 1491 wurde ihm die Leitung des Greifswalder Dekanats übertragen, die er niederlegte, als er am 17. November 1492 das Dekanat am Kolberger Domkapitel erhielt. 
Ab Ende 1496 begleitete er den Herzog Bogislaw X. von Pommern als dessen Kanzler und Geheimer Rat nach Worms und anschließend auf dessen Wallfahrt ins Heilige Land. Auf der Rückreise wurde er in Rom von Papst Alexander VI. zum Koadjutor des Bistums Cammin ernannt. In Venedig fand er Anerkennung für seine rhetorischen Fähigkeiten. Nach der Rückkehr in die Heimat wurde er Praepositus der Stettiner Marienkirche.
Nachdem der bisherige Camminer Bischof Benedikt von Waldstein gegen eine großzügige Abfindung zurückgetreten war, wurde Martin Karith 1498 zum Bischof von Cammin gewählt. Er bestätigte im Juli 1500 die Stiftung einer Schule in Stettin durch den Herzog, die eine Vorgängereinrichtung des späteren Stettiner Pädagogiums war.  Im Oktober 1500 berief er in Stettin eine Diözesansynode ein, auf der Synodalstatuten mit Verboten gegen sittliche Verirrungen des Klerus erlassen wurden. Schwerpunkte dieser in den folgenden Jahren erweiterten, ersten gedruckten Kirchenverordnung des Camminer Bistums waren die Alchemie und das sittliche Verhältnis zwischen Mönchen und Nonnen.

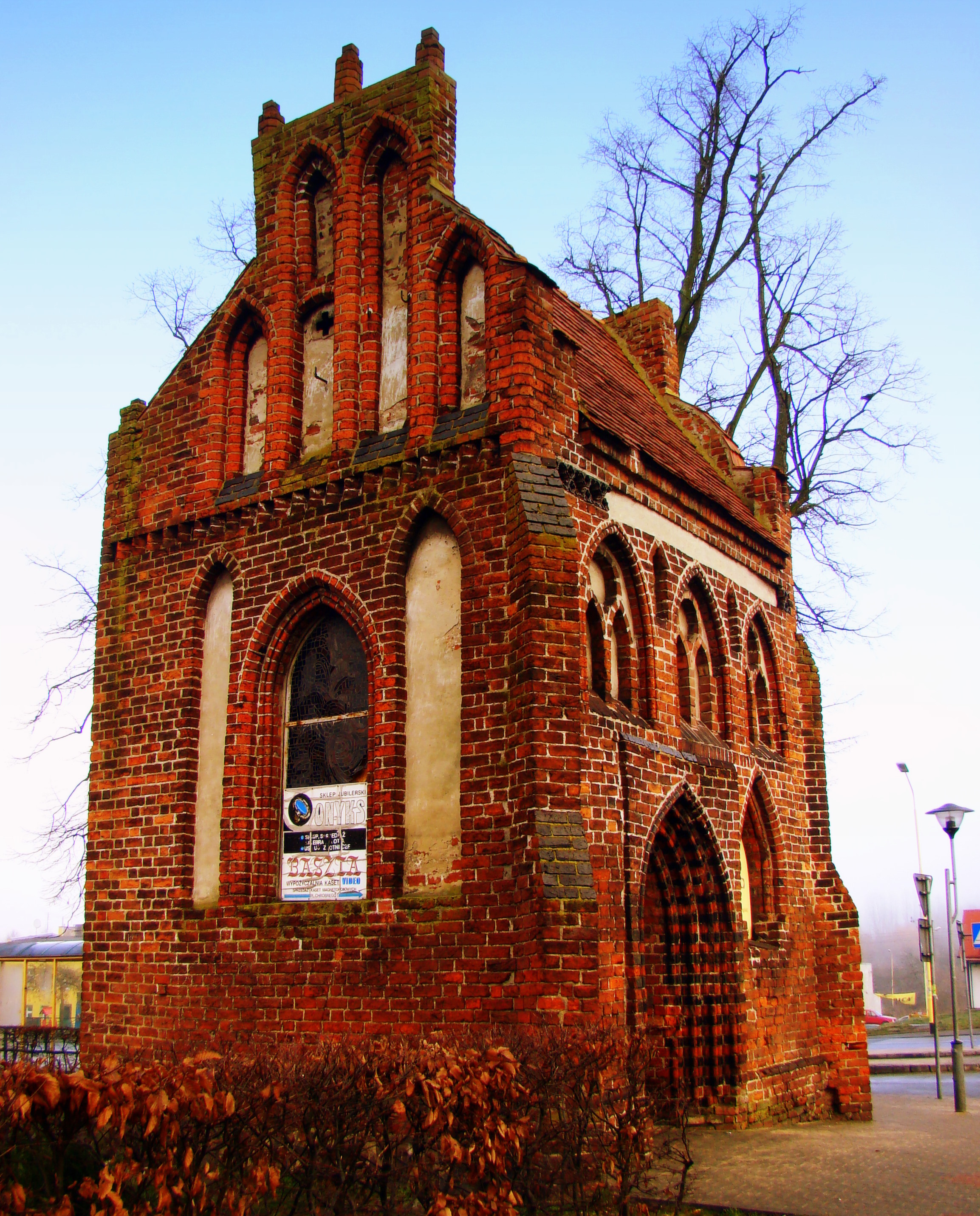
Sakristei der vormaligen Marienkirche aus dem 15. Jahrhundert, am Markt in der Altstadt

Er erweiterte die Gerichtsbarkeit der Äbtissin Elisabeth von Krummin, die eine Tochter Bogislaws X. war. Dessen unehelichen Sohn Christoph von Pommern ernannte er 1508 zum Archidiakon von Usedom. Die  Besitzungen des Bistums erweiterte er, indem er 1509 Quackenburg und 1512 vom Kloster Dargun dessen Besitzungen in Bast bei Köslin kaufte. 1514 ließ Karith die Marienkirche in Pölitz wieder aufbauen, von der heute nur noch die Sakristei als Kapelle erhalten ist.
Im Jahr 1512 ließ die im Bistum Cammin liegende Stadt Kolberg den des Straßenraubes verdächtigten Simon Lohde hinrichten. Da hier, dem Anschein nach mit Wissen des Bischofs, die herzogliche Gerichtsbarkeit umgangen worden war, kam es zum Streit zwischen Bogislaw X. und Martin Karith. Der Herzog beschuldigte den Bischof, die nach der Enthauptung Lohdes in Hinterpommern ausbrechenden Unruhen verursacht zu haben. 
Das Verhältnis zum Herzog verschlechterte sich weiter, als Martin Karith auf Empfehlung des brandenburgischen Kurfürsten Joachim I. den Grafen Wolfgang von Eberstein als Koadjutor vorschlug. Als dieser 1518 die päpstliche Bestätigung erhielt, führte das zu Protesten des Herzogs, des Domkapitels und der Geistlichkeit der Diözese. Unter Drohungen erreichte Bogislaw X., dass der Bischof selbst beim Papst  um Rücknahme dieser Ernennung und um die Bestätigung des vom Herzog geförderten Erasmus von Manteuffel-Arnhausen zum Koadjutor bitten musste. Seinem 1519 vom Papst bestätigten Koadjutor überließ Martin Karith vor allem aus Altersgründen in seinen letzten Lebensjahren die Regierungsgeschäfte des Bistums.
In seiner Amtszeit zeigte Martin Karith besonderes Interesse an der Ordnung des liturgischen Gottesdienstes. In den Jahren 1505 gab das Bistum zum Gebrauch beim Gottesdienst das Breviarium ecclesiae Caminensis und 1506 ein Missale in gedruckter Form heraus. Im Liber ordinarius wurde die Tradition der kirchlichen Texte und Gesänge bis in die Anfangszeit der pommerschen Kirche dokumentiert. Die hier aufgetretenen Abweichungen im Gebrauch der Festperikopen sind auf Martin Karith zurückzuführen.
Die sterblichen Überreste Martin Kariths wurden 1522 in Körlin beigesetzt.